# Typ 97 Te-Ke
Typ 97 Te-Ke byl nejrozšířenější japonský tančík, vyráběný za druhé světové války. Jeho výroba začala v roce 1937, kdy měl nahradit starší stroj Typ 94 Te-Ke. Během své služby byl používán zejména k průzkumu a zásobování předsunutých jednotek, užíval se též v útoku při podpoře pěchoty. Tančíky byly užívány v bojích v Tichomoří i v Číně.